# Обновитељство
Обновитељство (званични назив - Руска православна црква; касније - Православна црква у СССР-у, такође Жива црква, Обновитељска црква) - је расколнички покрет у Руској православној цркви 1922-1940-их година. Настала је у мају 1922. године, када је, на иницијативу и уз активно учешће државних органа Совјетске Русије, група православног свештенства, која је узела назив „Жива Црква“, покушала да уклони предстојатеља Руске Цркве Патријарха, Москве и целе Русије Тихона, из црквене управе, за коју су формирали „Вишу црквену управу (ВЦУ). Хапшење патријарха Тихона, престанак функционисања патријаршијске црквене управе и подршка совјетској власти (укључујући њене репресивне органе) довели су до брзог раста обновитељства. Током 1922-1923, више од половине руске епископије и парохија било је потчињено обновитељским структурама. Међутим, пуштање патријарха Тихона из затвора у лето 1923. године изазвало је масовни повратак свештенства и мирјана у патријаршијску цркву. Године 1923. све обновитељске групе су званично распуштене, а уместо ХЦУ формиран је Свети синод православне руске цркве на челу са председавајућим. Синодом су узастопно председавали: Евдоким (Мешчерски) (1923-1925), Венијамин (Муратовски) (1927-1930), Виталиј (Введенски) (1930-1935). После принудног самораспуштања Синода у пролеће 1935, искључива контрола је прешла на Виталија (Введенског), а октобра 1941. на Александра Введенског. Почетком тридесетих година 20. века, као део опште оштре политике уништавања верског живота у СССР-у, власти су заправо престале да праве разлику између обновитеља и „тихоновца“. Током Великог терора 1937-1938, масовне репресије и затварање цркава довели су реновационизам на ивицу пропасти . Избијањем Великог отаџбинског рата (1941) уследило је извесно оживљавање парохијске делатности и почели су покушаји да се обнове епархијске структуре обновитељства. Септембра 1943. држава је санкционисала и помогла руководству „старе црквене оријентације“ на челу са митрополитом Сергијем (Страгородским) у одржавању архијерејског сабора за избор патријарха, након чега је држава поставила курс за ликвидацију обновитељских структура: обновитељи су почели масовно да се селе у Московску патријаршију. Смрт Александра Введенског 1946. године сматра се крајем обновитељства, иако је последњи непокајани обновитељски јерарх Филарет (Јаценко) умро 1951. године .
Обновитељство се сматра реформским покретом који је настао у верској реформацији касног 19. и почетка 20. века , али савремени црквени историчари то оспоравају. Иако су у почетном периоду идеолози обновитељства доносили програме црквених реформи, али са изузетком увођења венчаног епископата и поновне женидбе свештенства, или уопште нису спроведени, или су били скраћени .  Према савременим истраживачима у Руској православној цркви, главни садржај покрета обнове било је признање „правде социјалне револуције која се догодила у земљи“, споразум са новом владом у Совјетској Русији, захтев за успостављање „симфоније” са њом, жељу за национализацијом Цркве, и активну сарадњу са новим властима.

## Почетак раскола
Припремајући се за одузимање црквене имовине, бољшевичке вође (пре свега Л.Д. Троцки) су одлучиле да хитно „мобилишу“ свештенство лојално власти, доведу га до потпуног раскида са највишим црквеним властима и створе марионетске црквене управе у центру и локално потпуно под контролом режима. У ноћи 12. маја 1922. године, протојереј Александар Веденски, који је стигао из Петрограда, са двојицом својих истомишљеника Владимиром Красницким и Јевгенијем Белковим, у пратњи службеника ГПУ, стигао је у Тројицки комплекс на Самотјоку, где је патријарх Тихон тада је био у кућном притвору. Оптужујући га за опасну и непромишљену политику која је довела до конфронтације између Цркве и државе, Веденски је захтевао да се Тихон одрекне својих овлашћења приликом хапшења. После извесног размишљања, Тихон је потписао резолуцију о привременом преносу црквене власти од 16. маја на митрополита Јарославског Агафангела (Преображенског).
Дана 14. маја 1922. године у Известијама се појавио „Апел верујућим синовима Руске православне цркве“ који је садржао захтев за суђење „извршиоцима црквеног пустошења“ и изјаву да се оконча „грађански рат Црква против државе.”
Председник Савета за послове Руске православне цркве Г. Г. Карпов обратио се 15. августа 1944. Стаљину, Молотову и Берији са предлогом да се „убрза процес слома обновитељства“. Као резултат тога, до краја рата, обновитељима су остале само две парохије - црква Пимена Великог у Новим Воротники (Нови Пимен) у Москви, где је служио Александар Веденски, настављајући да себе назива митрополитом и првојерархом, украсивши своју личност са четири панагије. У његовој јурисдикцији је сачувана и парохија у Уљановску, где је служио Веденски током евакуације .
Смрћу Александра Веденског, која је уследила 25. јула 1946. године, завршен је процес консолидације Руске православне цркве. У то време, скоро све обновитељске парохије и свештенство били су припојени Московској патријаршији. Остало је неколико епископа који су одбили да се покају или, из канонских разлога, нису били примљени у Руску православну цркву, али више нису могли битније да утичу на стање ствари. Последњи јерарх обновљенац био је Филарет (Јаценко), који је умро 1951. године и носио титулу митрополита Крутичког у обновитељству .

## Однос са помесним црквама
Да би потврдили исправност изабраног курса у очима читавог хришћанског света, обновиоци су придавали изузетан значај односима са другим православним црквама . Представници Цариградске и Александријске православне метохије у Москви признали су канонски статус обновитеља као помесне православне цркве у Русији. Представник цариградског патријарха и архиепископа синајског, архимандрит Василије (Димопуло) и представник патријарха александријског, архимандрит Павле (Катаподис), скоро од самог почетка раскола, примили су расколнике у службама, укључујући и обновитељског свештенства , и имао евхаристијску комуникацију са обновитељским синодом. Истовремено, Цариградска патријаршија је „за то знала и ни на који начин му није замерила. 
Интервенција Цариградске патријаршије само је погоршала ионако изузетно тежак положај Патријаршијске цркве у Русији и замало довела до потпуног раскида између две Патријаршије. Према речима свештеника Александра Мазирина, став Цариградске патријаршије у погледу обновитељског раскола био је 20-их и 30-их година 20. века одређен не толико црквено-канонским принципима колико политичким факторима: у основи, Цариградски патријарси су нагињали онима који су имали боље односе са совјетском влашћу .
Од четворице источних патријарха само антиохијски патријарх није ступио у општење са обновитељима. Ово се вероватно може објаснити чињеницом да је у Антиохијској цркви, од почетка 20. века, јерархија престала да буде под контролом Грка .
Међутим, постепено, како се прогон Цркве у СССР-у појачавао, питање односа са источним патријарсима и за Московску патријаршију и за обновиоце постајало је све мање актуелно. Нема података о било каквим контактима руских црквених кругова са Истоком у другој половини 1930-их.